# Nomada jennei
Nomada jennei är en biart som beskrevs av Cockerell 1906. Nomada jennei ingår i släktet gökbin, och familjen långtungebin. Inga underarter finns listade i Catalogue of Life.